# 新羅征討計劃
新羅征討 (日语：／／ Shiragiseitō)是飞鳥时代到平安时代大和朝廷或日本发兵新罗的軍事行動和計劃。飞鳥时代以前請見三韩征伐條目。

## 推古朝的新羅征討
西元562年，朝鮮南部受大和朝廷影響的任那在新罗攻击下覆灭。在推古天皇时成立征討軍企圖恢复大和朝廷對朝鮮南部的影響力，第一次是600年 (推古天皇八年)任命境部臣为征新羅大將軍，攻佔新羅五座城池，新羅投降，大和朝廷遣使分別與新羅、任那約定向大和朝廷朝貢，然而大和朝廷撤軍之後，新羅再次攻佔任那。
601年大和朝廷遣使高句丽、百济要求救援任那，並逮捕新羅間諜，計畫第二次征討新羅。602年大和朝廷任命圣德太子兄弟來目皇子为征新羅大將軍，但來目皇子於同年染病因此取消計划。
603年4月大和朝廷又任命当麻皇子為征新羅大將軍，第3次計畫征討新羅，同年7月3日遠征軍自今日難波 (今大阪)出航，7月6日当麻皇子之妻舍人皇女去世，征討再次被迫停止。

## 藤原仲麻呂的新羅征討計畫
735年新羅改名为“ 王城國 ”，要求与日本平等外交，但遭到日本拒绝，新罗使者被遣返 。752年，發生日本遣唐使大伴古麻呂與新羅使者爭奪席次的事件。同年日本遣新羅使到達新羅後，被認為傲慢無禮，未得見新羅景德王而歸（三國史記）。759年日本太政大臣藤原仲麻呂計畫聯合渤海國，準備了軍船394艘和四萬零七百人的軍隊，準備遠征新羅，但此計畫因其與實際掌權的孝謙天皇不和及渤海方面情況有變等原因而流產。後藤原仲麻呂因為叛亂遭族誅